# Gusev (inslagkrater)

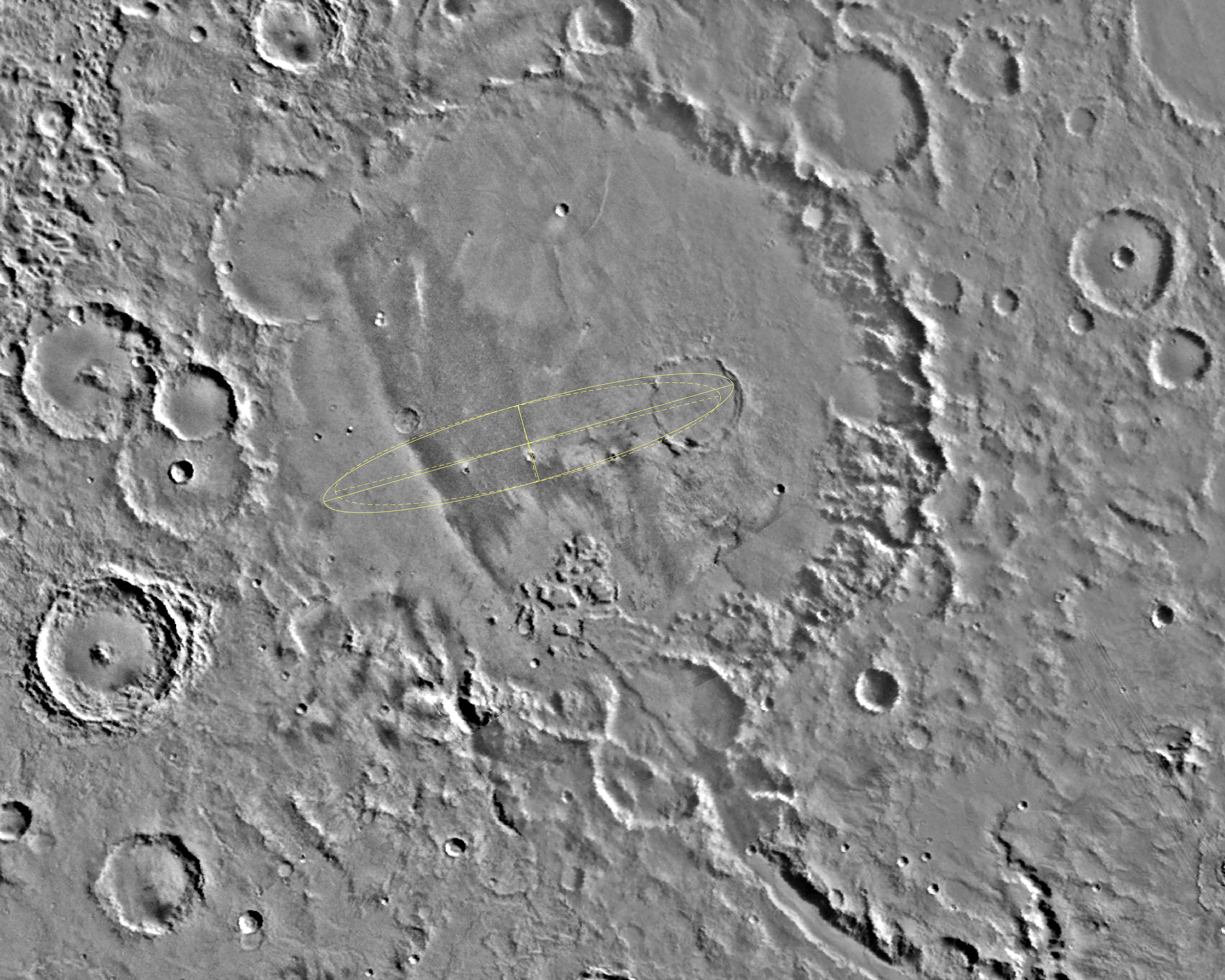
De Gusevkrater op Mars

Gusev is een krater op de planeet Mars gelegen op 14,6°ZB 175,4°OL. De krater heeft een diameter van ongeveer 170 kilometer en ontstond drie tot vier miljard jaar geleden. Hij is in 1876 vernoemd naar de Russische astronoom Matvej Goesev (Engels: Gusev).

## Sporen van stoftornado's
Onlangs toonden satellietbeelden sporen van stoftornado's op de bodem van Gusev. Het robotwagentje Spirit fotografeerde later stoftornado's vanaf de grond. Zijn leven werd verlengd doordat deze stormen zijn zonnepanelen schoonveegden.